# Julian Krahl
Julian Krahl, né le 22 janvier 2000 à Forst en Allemagne, est un footballeur allemand qui joue au poste de gardien de but au 1. FC Kaiserslautern.

## Biographie

### 1. FC Cologne (2019-2021)
Lors de l'été 2019, le joueur s'engage libre de tout contrat au 1. FC Cologne suite à son départ de son club formateur, le RB Leipzig. Il signe un contrat de trois ans,.
Rapidement, le joueur intègre l'équipe réserve du club allemand.

### FC Viktoria 1889 Berlin (2021-2022)
En 2021, il s'engage librement avec le FC Viktoria 1889 Berlin, tout juste promu en 3. Liga, en signant un contrat de deux ans avec le club de la capitale allemande,.

### 1. FC Kaiserslautern (depuis 2022)
À la suite de la relégation de son ancien club, le joueur signe au 1. FC Kaiserslautern, alors en 2. Bundesliga,.
Rapidement titulaire, il participe grandement au parcours du club en DFB-Pokal, atteignant la finale de la compétition face au Bayer 04 Leverkusen en 2024,.

## Palmarès
| FC Viktoria 1889 Berlin (1) :            | 1. FC Kaiserslautern :                 |
| ---------------------------------------- | -------------------------------------- |
| - Coupe de Berlin (1) - Vainqueur : 2022 | - Coupe d'Allemagne - Finaliste : 2024 |